# El Porvenir, Hueyapan de Ocampo
El Porvenir är en ort i Mexiko.   Den ligger i kommunen Hueyapan de Ocampo och delstaten Veracruz, i den sydöstra delen av landet, 500 km öster om huvudstaden Mexico City. El Porvenir ligger 88 meter över havet och antalet invånare är 174.
Terrängen runt El Porvenir är platt åt sydväst, men åt nordost är den kuperad. Runt El Porvenir är det ganska glesbefolkat, med 47 invånare per kvadratkilometer. Närmaste större samhälle är Corral Nuevo, 7,3 km sydväst om El Porvenir. Omgivningarna runt El Porvenir är en mosaik av jordbruksmark och naturlig växtlighet.